# Гиерокл (медик)
Гиерокл (греч. Ἱεροκλῆς III век до н. э.) — древнегреческий медик, один из основателей анатомии.

## Биография
Относительно жизни Гиерокла мало сведений. Вероятно он работал в Александрии Египетской. Нет никаких сведений относительно места и даты рождения. По начальному образованию Гиерокл был юристом. Впоследствии под влиянием иппатов начал изучать ветеринарную медицину, став одним из выдающихся медиков своего времени. На основе исследования анатомии животных Гиерокл делал выводы относительно строения организма человека и методов его лечения. При этом за основу брал методики Гиппократа. Гиерокл одним из первых стал проводить некропсию ради исследования внутренней структуры человека.
Во время своих анатомических опытов Гиерокл изучал и доказал значение нервов и пульса при заболеваниях как животных, так и людей.
До сих пор не сохранилось никаких произведений Гиерокла ветеринарной медицины, нет сведений даже об их названиях.